# Jerzy Ringwelski
Jerzy Andrzej Ringwelski (ur. 10 stycznia 1951 w Czersku, zm. 24 grudnia 2024 w Elblągu) – polski trener piłki ręcznej, zdobywca tytułu mistrza Polski z żeńskim zespołem Startu Elbląg (1994).

## Życiorys
Ukończył liceum w Czersku i studia w Akademii Wychowania Fizycznego i Sportu w Gdańsku. 
W młodości grał w piłkę ręczną w klubie MKS Borowiak Czersk. Po ukończeniu studiów zamieszkał w Elblągu. W latach 1976–1977 był asystentem Andrzeja Drużkowskiego prowadzącego seniorską drużynę kobiecą Startu Lublin. W tej roli wywalczył kolejno awans do II ligi (1976) i I ligi (1977). Od 1978 prowadził w elbląskim klubie juniorki młodsze. W 1992 i 1993 zdobył z Truso Elbląg mistrzostwo Polski juniorek. W latach 1993–1996 prowadził seniorską drużynę Startu i sięgnął z nią po mistrzostwo Polski i Puchar Polski w 1994 oraz brązowy medal mistrzostw Polski w 1995. Następnie zajął się w klubie trenowaniem juniorek. Ponownie objął ten zespół w trakcie sezonu 1998/1999 i prowadził go do 2002. W tym czasie wywalczył dwa brązowe medale mistrzostw Polski (1999, 2000) oraz Puchar Polski (1999). W kolejnych latach pracował w juniorskim klubie MKS Truso Elbląg, w 2009 zdobył z nim wicemistrzostwo Polski, a w 2010 mistrzostwo Polski juniorek.
W 2004 otrzymał Diamentową Odznakę Związku Piłki Ręcznej w Polsce. W 50. plebiscycie Gazety Olsztyńskiej i Dziennika Elbląskiego na najpopularniejszego sportowca Warmii i Mazur 2010 roku został wybrany trenerem roku.
Piłkarzem ręcznym był także jego syn Kamil, który po zakończeniu kariery zawodniczej został trenerem.
Zmarł 24 grudnia 2024 po długiej chorobie.